# بتگاربها
بتگاربها (به لاتین: Betgarbha) یک روستا در بنگلادش است که در استان باریسال و در ناحیه باریسال واقع شده‌است.